# عفونت
عفونت (به انگلیسی: infection) به ورود، رشد و نمو میکروب‌ها یا انگل در زخم یا یک اندام از موجود زنده (میزبان) گفته می‌شود. ارگانیسم میکروبی از بدن میزبان به عنوان منبع و محلّ رشد و نمو و تکثیر استفاده می‌کند و اغلب باعث بیماری می‌گردد. عامل عفونت می‌تواند انواع انگل، ویروس، پریون، باکتری، ویروئید و قارچ را شامل گردد.
بدن میزبان به‌طور طبیعی به وسیلهٔ دستگاه ایمنی، آغاز به مبارزه با عامل خارجی و عفونت‌زا می‌کند و در مراحل آغازین، پدیدهٔ التهاب را به همراه دارد.
پزشک بیماری‌های عفونی می‌تواند با تجویز دارو به روند بهبودی کمک کند.

## تشخیص
تشخیص عفونت به صورت آنی ممکن نیست اما در صورت تردید پزشک به وجود عفونت، آزمایشهای خون، ادرار یا کشت خلط ریه گام ابتدایی خواهد بود. همچنین انجام رادیوگرافی سینه و آزمایش مدفوع به تشخیص عفونت کمک خواهد کرد. برای اطمینان از اینکه منشأ عفونت، مغز نیست، پزشک می‌تواند از مایع مغزی نخاعی(csf) نمونه گرفته و آن را مورد آزمایش قرار دهد.

در کودکان وجود سیانوز (کبودی پوست)، تاکی پنی (تنفس تند) و وجود بثورات جلدی نشانه‌ای از عفونت حاد می‌باشد. از علایم مهم دیگر می‌توان به وجود تب بالاتر از ۳۹ درجه سانتیگراد اشاره نمود.
تشخیص عامل عفونت، از پارامترهای مهم پزشکی می‌باشد که باید هرچه زودتر انجام گردد تا پزشک بتواند نوع درمان را مشخص کند چراکه عفونت ویروسی قابل مداوا به وسیله داروهای آنتی‌بیوتیک نیست.
پژوهشگران نوعی پانسمان برای زخم‌ها توسعه داده‌اند که مجهز به سامانهٔ هشدار زودهنگام عفونت است. این پانسمان به محض تماس با باکتری‌هایی که موجب ایجاد عفونت می‌شوند، تغییر رنگ می‌دهد و بدین شکل وجود عفونت را به فرد و پزشکان هشدار می‌دهد.

## علایم و عوارض

### علایم
- خستگی مزمن و ماندگار بیشتر از سه ماه و درد در ناحیه مفاصل
- کاهش متداوم وزن بدن
- تعریق شبانه
- احساس درد و سوزش مبهم در تمام بدن

در صورتی که از داروهای سرکوبگر سیستم ایمنی مانند کورتون‌ها استفاده می‌کنید در مواجهه با عفونت سریعاً به پزشک مراجعه نمایید زیرا دچار نقص سیستم ایمنی گردیده و عفونت پنهان و چراغ خاموش کل بدن را احاطه می‌کند.

### عوارض
از عوارض عفونت‌های شدید می‌توان به کاهش سطح هوشیاری، عدم تکلم و حتی عدم رفلکس به تحریکات محیطی اشاره داشت.

## پیشگیری و درمان
بنا به تشخیص عامل عفونت‌زا، پزشک می‌تواند از آنتی‌بیوتیک (عفونت باکتریایی)، ضد ویروس‌ها (مانند آسایکلوویر)، ضد قارچها (مانندآمفوتریسین) یا ضد انگل (مانند مبندازول) استفاده نماید.
بسته به شدت عفونت، پزشک می‌تواند نوع تجویز دارو را از خوراکی به تزریقی تغییر دهد.
همچنین می‌توان در مواقع اضطراری از فلزی داغ برای سوزاندن قسمت عفونت کرده استفاده کرد این عمل مانع گسترش و پیش روی عفونت می‌شود.
از راه‌های پیشگیری در مقابل شیوع عفونت می‌توان به شستشوی مداوم دست‌ها، استفاده از دستکش در تماس با فرد عفونی، تزریق واکسن ، استفاده از ماسک در شرایط اپیدمی و جداسازی زباله‌های عفونی نام برد.